# Almami Moreira
Almami Moreira (* 16. Juni 1978 in Bissau, Guinea-Bissau; eigentlich Almami Samori da Silva Moreira) ist ein ehemaliger portugiesischer Fußballspieler. Er war unter anderem für den Bundesligisten Hamburger SV aktiv. Moreiras Schnelligkeit und seine Fähigkeit, gute Pässe zu spielen, machten ihn im zentralen Mittelfeld nahezu überall einsetzbar.
Moreira ist der Vater des Fußballers Diego Moreira sowie Onkel der Fußballspieler Carlos Mané und Eric da Silva Moreira.

## Karriere

### Verein
In Guinea-Bissau geboren, spielte er ab 1997 beim portugiesischen Erstligisten Boavista Porto. Insgesamt kam er zwischen 1997 und 2001 auf 17 Spiele für Boavista, in denen er einen Treffer erzielte. Zu den Saisons 1997/98 und 1998/99 wurde Moreira allerdings erst an den Zweitligisten Gondomar SC, dann an den Drittligisten Gil Vicente FC ausgeliehen. Zum neuen Jahrtausend wechselte er zum 10-fachen belgischen Meister Standard Lüttich. Hier erlebte er seine bis dato wohl erfolgreichste Zeit in seiner Karriere, bemerkenswert war ein Gruppenspiel im UEFA-Pokal 2003/04, wo er mit Standard Lüttich auf den isländischen Meister FH Hafnarfjörður traf. Moreira erzielte in diesem Spiel alle vier Tore für die Belgier (Endstand: 4:3).
Zur Saison 2004/05 wechselte Moreira für ein Jahr auf Leihbasis zum Hamburger SV in die Fußball-Bundesliga. Mit ihm zusammen kam Offensivkollege Emile Mpenza aus Belgien. Sein Debüt in der höchsten deutschen Spielklasse gab der Portugiese dann am 4. Spieltag, dem 11. September 2004, beim 0:2 gegen den VfB Stuttgart. Trainer Klaus Toppmöller ließ seinen Neueinkauf damals in der Startformation auflaufen. Am 13. Spieltag, beim 6:0-Auswärtssieg des HSV gegen den FC Hansa Rostock, erzielte Moreira sein erstes von insgesamt drei Bundesligatoren für den Nordklub. Obwohl der Mittelfeldspieler regelmäßig zum Einsatz kam, zog der HSV die Kaufoption nicht und Moreira ging zurück nach Lüttich. Doch auch dort wollte man gerne auf die Dienste des Offensivspielers verzichten. Ein Jahr später, im August 2006, unterzeichnete er einen Dreijahresvertrag beim russischen Erstligisten FK Dynamo Moskau. In Moskau konnte Moreira die Erwartungen nicht erfüllen, und nach nur einem Saisonspiel verließ er den Club im Januar 2007 wieder und kehrte zurück nach Portugal, um den in Abstiegsgefahr schwebenden Verein Desportivo Aves zu retten. Am Ende konnte Moreira trotz guten Leistungen den Abstieg nicht verhindern und wechselte am 5. August 2007 zum serbischen Hauptstadtverein FK Partizan Belgrad. Hier wurde er bereits bei seinem zweiten Einsatz, am 29. Juli 2007 zum Helden, als er im Ewigen Derby gegen den Rivalen FK Roter Stern Belgrad in der 88. Minute mit einem Fernschuss den 2:2-Endstand erzielte. In seiner ersten Saison in Belgrad absolvierte er 28 Spiele (7 Tore) und gewann das Double. Im UEFA-Cup Spiel am 3. Dezember 2008 gegen den FC Sevilla erlitt Moreira während des Spiels einen Kollaps und wurde sofort ins Krankenhaus gefahren, im Januar 2009 war er wieder einsetzbar. Am 22. April 2009 wurde bekanntgegeben, dass Moreira seinen Vertrag bei Partizan um drei Jahre verlängert. Aufgrund konstant guter Leistungen wurde er in die Top 11 der serbischen SuperLiga 2008/09 gewählt, und errang erneut das Double.
Am 5. August 2009 entschied sich Moreira, trotz des Todes seiner Mutter am Vortag, im UEFA-Champions-League-Qualifikationsspiel gegen den zyprischen Meister APOEL Nikosia anzutreten. Moreira traf nach nur 180 Sekunden zur Führung, Partizan gewann 1:0, aber weil sie in Zypern 2:0 verloren, schieden sie aus. Am 27. Februar 2010 bestritt Moreira beim Ligaspiel gegen den FK Borac Čačak sein 100. Pflichtspiel für Partizan. Er trägt die Rückennummer 10.

### Nationalmannschaft
Er bestritt zwischen 1997 und 1999 insgesamt 19 Spiele (7 Tore) für die Portugiesische U-21 Nationalmannschaft, und 2002 in der Vorbereitung der Portugiesischen Fußballnationalmannschaft auf die Fußball-Weltmeisterschaft 2002 in Japan/Südkorea zwei Spiele (ein 1:1 gegen Japan sowie ein 3:0 gegen Nigeria) für die A-Mannschaft, wurde für die WM allerdings nicht berücksichtigt. Seit dem 3:0 gegen Nigeria am 1. Mai 2002 wartet er auf eine Nominierung für Portugals Nationalmannschaft.
Acht Jahre später wurde Moreira wieder für die Nationalmannschaft berufen. Jedoch für die seines Heimatlandes Guinea-Bissau. Sein Debüt für die Djurtus gab der Mittelfeldspieler dann schließlich am 4. September 2010 im Qualifikationsspiel für die Afrikameisterschaft 2012 gegen Kenia. Überraschenderweise gelang dem Team bei Moreiras Debüt der erste Sieg in einem offiziellen Länderspiel nach vierzehn Jahren. Um die Qualifikation für die AM zu schaffen, setzt der Portugiesische Trainer Luís Norton de Matos verstärkt auf die Legionäre Moreira und seine Nationalmannschaftskameraden Basile de Carvalho, Ednilson und José Monteiro de Macedo.

## Erfolge
- Portugiesischer Meister: 2000/01
- Serbischer Meister: 2007/08, 2008/09, 2009/10
- Serbischer Pokalsieger: 2007/08, 2008/09

Individuelle Ehrungen:
- Spieler der Saison bei Standard Lüttich: 2001/02 & 2003/04, Vize: 2005/06
- Top 11 der serbischen SuperLiga 2008/09